# ヨルバ語
ヨルバ語（ヨルバご、èdè Yorùbá、英: Yoruba language）はニジェール・コンゴ語族に属する言語である。話者は西アフリカのナイジェリア、ベナン、トーゴに居住するヨルバ人の人々である。話者数は約2000万人である。言語学的分類としてイツェキリ語とは近い関係にある。

## 分類
『広辞苑』第四版（1991年）の「ヨルバ」の項や『小学館ランダムハウス英和大辞典』第二版（1994年）の"Yoruba"の項においてはヨルバ語がニジェール・コルドファン語族あるいはニジェール・コンゴ語族のクワ語派に属するという旨が記されている。現に『言語学大辞典』においてもニジェール・コンゴ語族、クワ語派、東クワ諸語（英語: Eastern Kwa languages）のオグン語群（Ogun）ヨルボイド小語群（Yoruboid）に属するとしている。しかし、ニジェール・コンゴ語族の分類はまだ問題が大きく、より新しい分類であるEthnologue第18版やGlottolog 4.0ではヨルバ語をクワ語派から除き、バントゥー諸語などを含むベヌエ・コンゴ諸語の下のデフォイド諸語（Defoid）にヨルボイド諸語を所属させている。ほかにヴォルタ・コンゴ語群の独立した分枝としてベヌエ・コンゴ諸語と並んでヴォルタ・ニジェール諸語を立て、ヨルバ語やイボ語をそこに所属させる説もある。

## 音韻

### 母音
|      | 口母音 | 口母音 | 鼻母音 | 鼻母音      |
| 前舌 | 後舌   | 前舌   | 後舌   |             |
| ---- | ------ | ------ | ------ | ----------- |
| 狭   | i [i]  | u [u]  | in [ĩ] | un [ũ]      |
| 半狭 | e [e]  | o [o]  |        |             |
| 半広 | ẹ [ɛ]  | ọ [ɔ]  | ẹn [ɛ̃] | an,ọn [ɑ̃~ɔ̃] |
| 広   | a [a]  | a [a]  |        |             |

[ɑ̃]と[ɔ̃]は音韻的には区別されないが原則的に唇音の後ではọn、それ以外ではanと書かれる。鼻子音m、nの後の鼻音化は表記されない。

### 子音
|          | 両唇音 | 歯茎音      | 硬口蓋音 | 軟口蓋音    | 両唇軟口蓋音   | 声門音 |
| -------- | ------ | ----------- | -------- | ----------- | -------------- | ------ |
| 鼻音     | m [m]  |             |          | n [ŋ]       |                |        |
| 破裂音   | b [b]  | t [t] d [d] | j [ɟ]    | k [k] g [ɡ] | p [k͡p] gb [ɡ͡b] |        |
| 摩擦音   | f [f]  | s [s]       | ṣ [ʃ]    |             |                | h [h]  |
| 接近音   |        | l,n [l~n]   | y [j]    |             | w [w]          |        |
| はじき音 |        | r [ɾ]       |          |             |                |        |

[ŋ]は単独で音節をなす。[n]は、[i]及び鼻母音の前での[l]の異音である。

### 声調
ヨルバ語には高声調、低声調、中声調の3種類が存在するが、その組み合わせによって、上昇調、下降調、中位ダウンステップが現れる。
子音や母音が同じでも声調が異なることにより意味も異なってくる組み合わせの語が無数に存在する（例: ọkọ́〈鍬〉: ọkọ〈夫〉: ọkọ̀〈乗り物〉 ）。
また語と語が隣り合うと片方の母音がもう一方に同化して消えながらも元の声調は維持されるという現象が見られる。特に高声調は維持されやすい。
- 例: kó〈まとめる〉(高) + ẹrù〈荷物〉(中低) → kẹ́rù (高低)[3]

## 文法
語順はSVO型で、形態的変化に乏しい分析的な言語である。性や名詞クラスなどの範疇による一致もない。

### 人称代名詞
| 独立人称代名詞 | 単数 | 複数 |
| -------------- | ---- | ---- |
| 1人称          | èmi  | àwa  |
| 2人称          | ìwọ  | ẹ̀yin |
| 3人称          | òun  | àwọn |

独立人称代名詞は名詞として扱われる。
| 主語人称代名詞 | 単数 | 複数 |
| -------------- | ---- | ---- |
| 1人称          | mo   | a    |
| 2人称          | o    | ẹ    |
| 3人称          | ó    | wọ́n  |

| 主語人称代名詞(否定) | 単数 | 複数 |
| -------------------- | ---- | ---- |
| 1人称                | n/mi | a    |
| 2人称                | o    | ẹ    |
| 3人称                | なし | wọn  |

否定辞kòの前で使われる。
| 目的語人称代名詞 | 単数 | 複数 |
| ---------------- | ---- | ---- |
| 1人称            | mi   | wa   |
| 2人称            | ọ/ẹ  | yín  |
| 3人称            | V    | wọn  |

2人称複数以外の目的語代名詞の声調は動詞の語末の声調によって決まる。語末が高声調ならば中声調、それ以外ならば高声調となる。3人称単数目的語代名詞は動詞の末母音と同じ母音である。
| 所有人称代名詞 | 単数 | 複数 |
| -------------- | ---- | ---- |
| 1人称          | mi   | wa   |
| 2人称          | rẹ/ẹ | yín  |
| 3人称          | rẹ̀/ẹ̀ | wọn  |

名詞の語末の母音が延長され、さらに接語が後置される。母音延長は一般には表記されないが、1人称単数と2人称単数では低声調でそれ以外は中声調である。

### 前置詞
狭義の前置詞は位置を表すníと方向を表すsíの2つだけである。細かい位置や方向を表すには場所を表す名詞(多くは身体名称でもある)を組み合わせて表現する。
母音で始まる名詞が後続する際は融合し、n-はi以外の前でl-となる。
- nínú (中で) sínú (中へ) (inú (中、腹))
- lórí (上で) sórí (上へ) (orí (上、頭))

### 動詞

#### 授与動詞
『AがBにCを与える』のような授与動詞では受益者Bが直接目的語として表示され、対象Cがníによって導かれる間接目的語として表示される。これは日本語とは逆である。
- Mo fún un lẹ́ja. (私は彼に魚を与えた。)

私 与える 彼 (前置詞) 魚
- O kọ́ mi ní Yorùbá. (あなたは私にヨルバ語を教えた。)

彼 教える 私 (前置詞) ヨルバ語

## 語彙
以下はヨルバ語由来の事物である。
- 宗教:
  - オリシャ（Òrìṣà）- 詳細は当該項目を参照。
- 木材が得られる樹種:
  - アパ（apá）- 学名: Afzelia spp.。マメ科。詳細は当該項目を参照。
  - アファラ（afàrà）- 学名: Terminalia superba。シクンシ科モモタマナ属（英語版）。コンゴ共和国・コンゴ民主共和国・アンゴラ起源のリンバ（limba）の名でも呼ばれる[4]。
  - イディグボ（idígbó）- 学名: Terminalia ivorensis。シクンシ科モモタマナ属。コートジボワール起源のフラミレ（アニ語: framiré[5]）の名でも知られる[4]。
  - イロコ（ìrókò）- 硬い木材が得られるクワ科の樹木。2種を指し得るが、特に Milicia excelsa（シノニム: Chlorophora excelsa）の方が文献では目立つ。詳細はミリキア・エクスケルサ#諸言語における呼称に譲るが、このイロコと同じ系統の呼び名は現ガーナ南部の別系統の呼称と共に、貿易の発展に伴って元々あった様々な現地の呼称を駆逐するほど普及したと考えられている[6]。

## 辞書
英語:
- Abraham, R.C. (1958). Dictionary of Modern Yoruba. Hodder and Stoughton NCID BA28413496, BA43603340 (2nd ed: 1962, NCID BA01435545) - 渡部 (1992) はこの辞書について、現在の正書法とは異なるが動植物の図版や事典的な解説が豊富である旨を述べて評価している。
- Crowther, Samuel (1852). A Vocabulary of the Yoruba Language. London: Seeleys. NCID BB00040491